# Coleophora ghorella
Coleophora ghorella é uma espécie de mariposa do gênero Coleophora pertencente à família Coleophoridae.